# Lehmannia rupicola
Lehmannia rupicola is een slakkensoort uit de familie van de Limacidae die voornamelijk in de Alpen en de Pyreneeën voorkomt. De wetenschappelijke naam van de soort werd in 1882 voor het eerst geldig gepubliceerd door Lessona & Pollonera.

## Beschrijving
Met een uitgestrekte lichaamslengte tot 80 mm is Lehmannia rupicola een vrij grote boomslak met een overwegend bruine of grijze grondkleur. Soms is hij donkerder dan de bos-aardslak en bevat hij minder water in zijn lichaam. Hij heeft vaak geen of slechts zwakke zijbanden op zijn achterlijf, de liervormige banden op het schild zijn rechter dan bij de bos-aardslak. De lichte achterlijn is smal of kan ontbreken, er zijn ook gevlekte en variabel getekende dieren. L. rupicola is een uiterlijk zeer variabele soort, aangezien andere soorten van het geslacht uiterlijk erg op elkaar lijken, is het moeilijk te identificeren.

## Verspreiding en leefgebied
Lehmannia rupicola komt oorspronkelijk uit Noord-, Midden- en West-Europa. Hij leeft voornamelijk in loofbossen, vooral onder de schors van dode bomen, zoals beuken. L. rupicola leeft van algen, korstmossen en ook schimmels, die hij vindt op de schors van bomen. Als het regent, kruipt hij in de kruinen van de beuken om te grazen van de aangroei van algen.